# ケンちゃんチャコちゃん
『ケンちゃんチャコちゃん』は、1980年3月6日から1981年2月26日までTBS系列の木曜19:30 - 20:00（JST）に放送された児童向けドラマである。全51回。

## 概要
『ケンちゃんシリーズ』第12作。今回は「ファミリーらーめん」というラーメン屋が舞台だが、タイトルには店名は入っていない。この体制は最終作『チャコとケンちゃん』まで続く。
本作よりチャコ役に久米敬子が選ばれ、他にもおじいさん役に田崎潤、漫画家役に二瓶正也などといった新顔が登場する。また後に人気女優となる室井滋が、初めてTVドラマにレギュラー出演している。
本作のケンイチは小学6年生という設定だが、演じる岡浩也は1967年3月生まれなので放映開始時は既に中学生だった。

## 出演者
- ケンイチ：岡浩也
- チャコ：久米敬子
- ケンジ：野崎秀吾
- お父さん：高津住男
- 和子（お母さん）：岸久美子
- 夢見（漫画家）：二瓶正也
- 健作（おじいさん）：田崎潤
- 西村晃
- 室井滋
- 安川三太郎：名古屋章
- アキ：風見章子
- ユキ：よこたゆき
- マンガさん：進士晴久
- 三八：見城貴信
- ゴン：都井健治
- かつら：難波香織
- ミノル：木村雄
- ミツヒロ：上野郁巳
- タケシ：松岡章夫
- ノリオ：萩原等司
- ヒロミ：馬淵里見
- カオル：末安珠恵
- タカシ：木内聡
- モノシリ：小塙謙士
- ガンバリ先生：倉石功
- 手柄（お巡りさん）：坂本新兵
- 高瀬（お巡りさん）：猪狩敬一

ほか

## スタッフ
- プロデューサー：杉山茂樹、忠隈昌
- 作：大石隆一、富田義朗
- 音楽：牧野由多可
- 監督：曽根義隆、柴田吉太郎
- 制作：TBS、国際放映

## 主題歌
「ケンちゃんチャコちゃん」
- 作詞：高田ひろお／作曲：渋谷祐子／編曲：松井忠重／歌：岡浩也、久米敬子、野崎秀吾（キャニオン・レコード）

## その他
- 1981年2月12日放送分では、初代ケンちゃん役の宮脇康之（現：健）とトコちゃん役の佐久間真由美がゲスト出演した。
- 関根勤が「ラビット関根」名義で、人間になった犬のジョン役（話数不明）で出演している。

## サブタイトル
1. 1980年3月6日 「ラーメンはいかが!!」
2. 1980年3月13日 「チャコをよろしく!!」
3. 1980年3月20日 「ガンバリ先生新登場!!」
4. 1980年3月27日 「夢見さんが消えた!!」
5. 1980年4月3日 「3びきの子ぶたのお話」
6. 1980年4月10日 「子猫か子犬を飼いたいナ!!」
7. 1980年4月17日 「省エネ大発明!?」
8. 1980年4月24日 「チャコのまわしげり」
9. 1980年5月1日 「マンガと時代劇」 - ゲスト：藤子不二雄
10. 1980年5月8日 「お父さんの秘密」
11. 1980年5月15日 「お巡りさんの大手柄」
12. 1980年5月22日 「仲直り大作戦」
13. 1980年5月29日 「おじいちゃんVSガンバリ先生」
14. 1980年6月5日 「魔法のふろしき事件」
15. 1980年6月12日 「ラーメン好きのガンバリ先生」
16. 1980年6月19日 「わたしもシンデレラ」
17. 1980年6月26日 「富士の近くへ一泊旅行」
18. 1980年7月3日 「ガールフレンドとガンバリ先生」
19. 1980年7月10日 「こうして友達になった」
20. 1980年7月17日 「チャコの班長さん!!」
21. 1980年7月24日 「あこがれのお兄さん」
22. 1980年7月31日 「相撲と押し花」
23. 1980年8月7日 「二日だけのお母さん」
24. 1980年8月14日 「夢見さんの願いごと」
25. 1980年8月21日 「不思議な笛が呼ぶ!!」
26. 1980年8月28日 「ナゾナゾ大激突」 - ゲスト：江戸家猫八
27. 1980年9月4日 「日直当番と万年筆」
28. 1980年9月11日 「おそろいのスカート」
29. 1980年9月18日 「少女と貝と灯台」
30. 1980年9月25日 「小型SL出発進行!!」
31. 1980年10月2日 「ロックバンドとオートバイ」 - ゲスト：倉田まり子
32. 1980年10月9日 「涙のサインボール」- ゲスト：田淵幸一
33. 1980年10月16日 「ほんとうに強い人は?」
34. 1980年10月23日 「サッカーでGO」- ゲスト：清水由貴子
35. 1980年10月30日 「勝つまで勝負だ!!」
36. 1980年11月6日 「時代劇と西部劇」 - ゲスト：藤子不二雄
37. 1980年11月13日 「ケンカのしかた教えます」
38. 1980年11月20日 「お父さん! 聞いて!!」
39. 1980年11月27日 「昔ばなしで仲直り!!」
40. 1980年12月4日 「マンガのモデルが現れた!!」
41. 1980年12月11日 「まぼろしの白い少女」
42. 1980年12月18日 「マンガ家に弟子入りしたら･･･」
43. 1980年12月25日 「二学期の成績とガンバリ先生」
44. 1981年1月8日 「遅れたへんな初夢!?」
45. 1981年1月15日 「いつまでも友達さ!!」
46. 1981年1月22日 「ふたりだけの楽しい手紙」
47. 1981年1月29日 「弱虫が決闘する時･･･」
48. 1981年2月5日 「最後にホームラン!!」
49. 1981年2月12日 「大人になった時には」 - ゲスト：宮脇康之、佐久間真由美
50. 1981年2月19日 「おかあさんの白雪姫」
51. 1981年2月26日 「もうすぐ春が! この指とまれ!!」

1981年1月1日は『水戸黄門』（東野英治郎主演劇場版）のため休止。

## 参考資料
- テレビドラマデータベース